# Naga Daha
Naga Daha – gaun wikas samiti w środkowej części Nepalu w strefie Dźanakpur w dystrykcie Ramechhap. Według nepalskiego spisu powszechnego z 2001 roku liczył on 753 gospodarstw domowych i 3787 mieszkańców (2049 kobiet i 1738 mężczyzn).